# Centralnyj (rejon suworowski)
Centralnyj (ros. Центральный) – osiedle w Rosji, w obwodzie tulskim, w rejonie suworowskim. W 2010 liczyło 4434 mieszkańców.